# Sigdal
Sigdal ist eine Kommune im norwegischen Fylke Buskerud. Die Kommune hat 3530 Einwohner (Stand: 1. Januar 2025). Verwaltungssitz ist die Ortschaft Prestfoss.

## Geografie

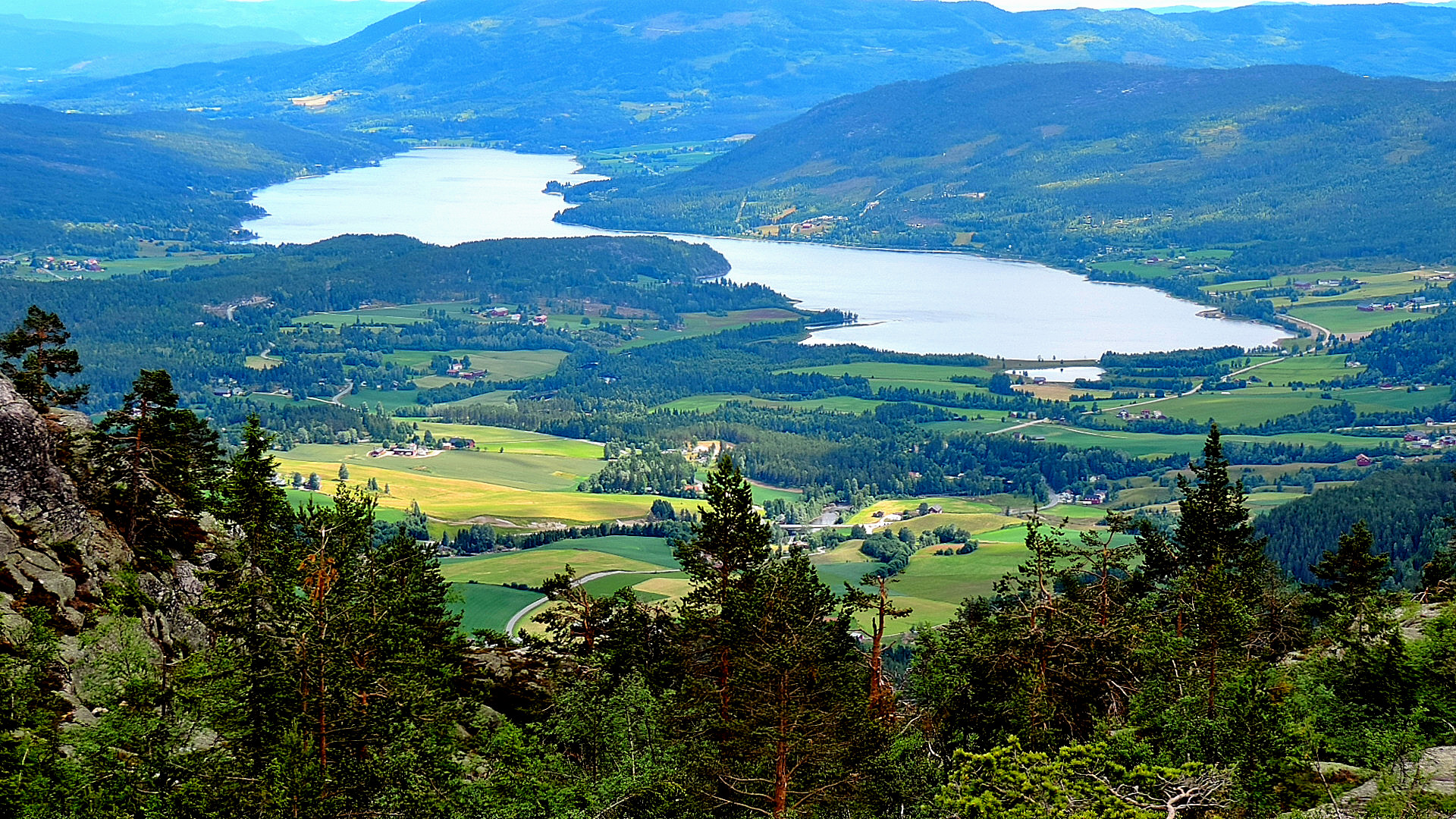
Blick auf Sigdal

Die Gemeinde grenzt an Flå im Norden, Krødsherad und Modum im Osten, Øvre Eiker im Süden, Flesberg im Südwesten sowie Rollag und Nore og Uvdal im Westen. Im Zentrum der Kommune liegt der See Soneren, an dessen Südostufer der Ort Prestfoss liegt. Dort fließt auch der Fluss Simoa ab, der außerhalb von Sigdal in den Fluss Drammenselva mündet.
Nahe der Nordgrenze befinden sich mehrere höhere Berge. Zwischen ihnen führt das Haupttal der Kommune, das Eggedal, hindurch. Im nördlichen Talbereich liegt auch der See Haglebuvatna. Von dort fließt der Fluss Haglebuelva, der im weiteren Verlauf die Namen Eggedøla und Storelva trägt, ab. Er mündet schließlich weiter südlich in den Soneren. Die höchste Erhebung ist der Gråfjell mit einer Höhe von 1466,1 moh. im Norden an der Grenze zu Flå.

## Einwohner
Die Einwohner leben vor allem entlang des Haupttals, mit einer gewissen Konzentration um Eggedal und Prestfoss. Die Zahl der Einwohner ist weitgehend rückläufig. Prestfoss ist der einzige sogenannte Tettsted, also die einzige Ansiedlung, die für statistische Zwecke als eine städtische Siedlung gewertet wird. Zum 1. Januar 2024 lebten dort 520 Einwohner.
Die Einwohner der Gemeinde werden Sigdøl oder Sigdøling genannt. Offizielle Schriftsprache ist Bokmål, also die weiter verbreitete der beiden norwegischen Sprachformen.
| Jahr          | 1986 | 1990 | 1995 | 2000 | 2005 | 2010 | 2015 | 2020 | 2025 |
| ------------- | ---- | ---- | ---- | ---- | ---- | ---- | ---- | ---- | ---- |
| Einwohnerzahl | 3800 | 3742 | 3637 | 3556 | 3537 | 3514 | 3520 | 3467 | 3530 |

## Geschichte

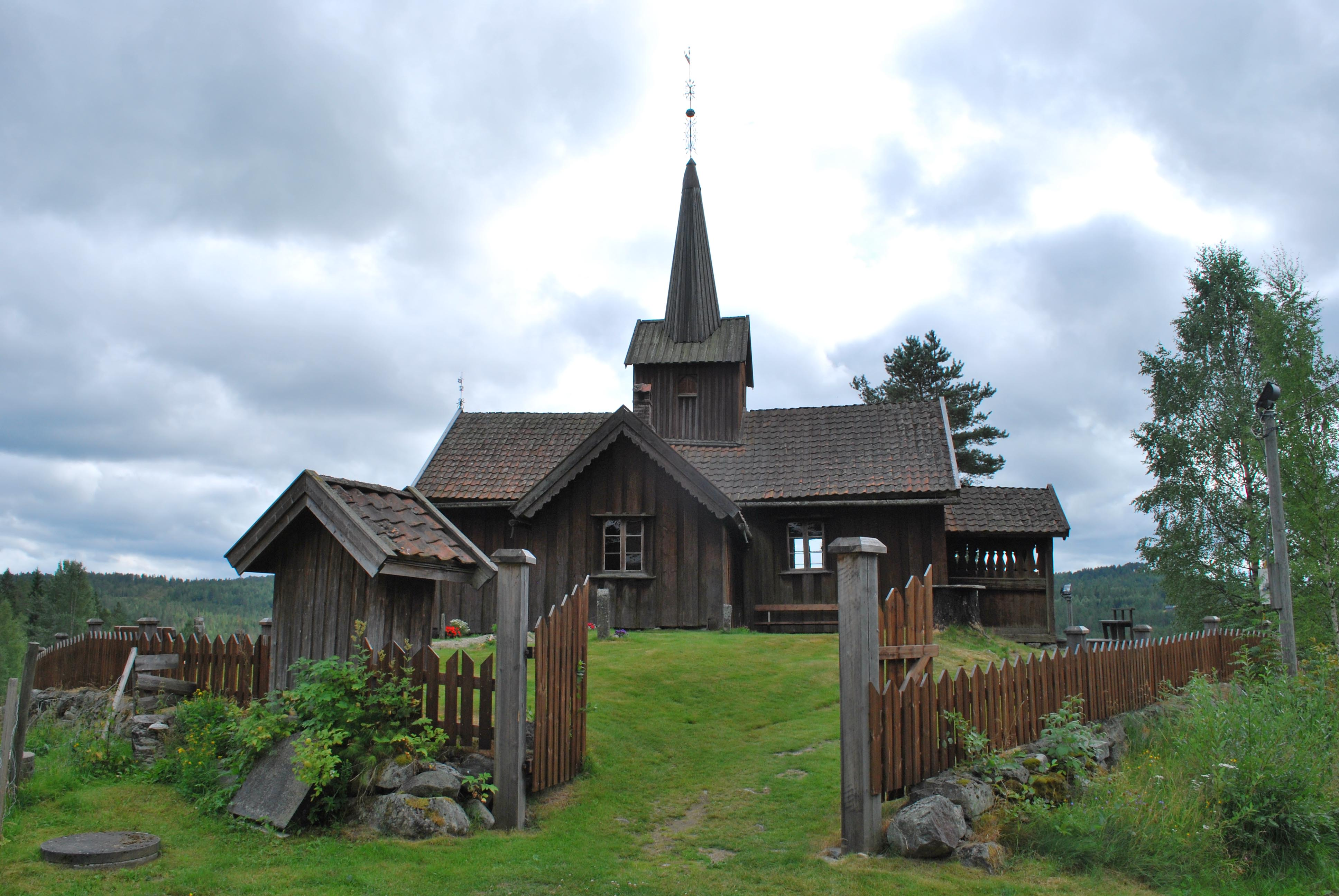
Vatnås kirke

Die Gemeinde Sigdal wurde nach der Einführung der lokalen Selbstverwaltung im Jahr 1837 gegründet. Zum 1. Januar 1901 wurde Krødsherad abgespalten. Sigdal verblieb dabei mit 3785 Einwohnern, während Krødsherad bei seiner Gründung von 2269 Personen bewohnt wurde.
Nach der landesweiten Regionalreform gehörte Sigdal von 2020 bis 2023 zum Fylke Viken.
In der Gemeinde befinden sich mehrere Kirchen. Die Holmen kirke in Prestfoss ist eine Holzkirche aus dem Jahr 1853. Die Vatnås kirke, ebenfalls eine in Holz gebaute Kirche, wurde im Jahr 1660 fertig gestellt. In Prestfoss liegt das Sigdal museum. Im Laufe der Zeit lebten die beiden Maler Christian Skredsvig und Theodor Kittelsen in Sigdal.

## Wirtschaft und Infrastruktur

### Verkehr
Durch das Haupttal der Gemeinde führt der Fylkesvei 287. In seinem Verlauf Richtung Norden mündet die Straße schließlich außerhalb der Kommune in den Riksvei 7. Richtung Südosten führt der Fylkesvei 287 nach Åmot in Modum, wo er in den Riksvei 350 mündet.

### Wirtschaft
Wichtige Arbeitgeber in Sigdal sind die öffentliche Verwaltung sowie der Dienstleistungssektor. In der industriellen Produktion ist vor allem die Holzverarbeitung von größerer Bedeutung, was auch auf einen in der Kommune ansässigen Küchenhersteller zurückzuführen ist. Für die Landwirtschaft ist der Anbau von Getreide typisch, in der Tierhaltung sind vor allem Rinder verbreitet. Oft werden die landwirtschaftlichen Betriebe in Kombination mit Forstwirtschaft geführt. Vor allem im Winter ist im Norden von Sigdal auch der Tourismus ein bedeutender Wirtschaftsfaktor. Im Jahr 2020 arbeiteten von 1839 Arbeitstätigen 1213 in Sigdal selbst, die restlichen verteilten sich unter anderem auf Modum und Drammen.

## Name und Wappen

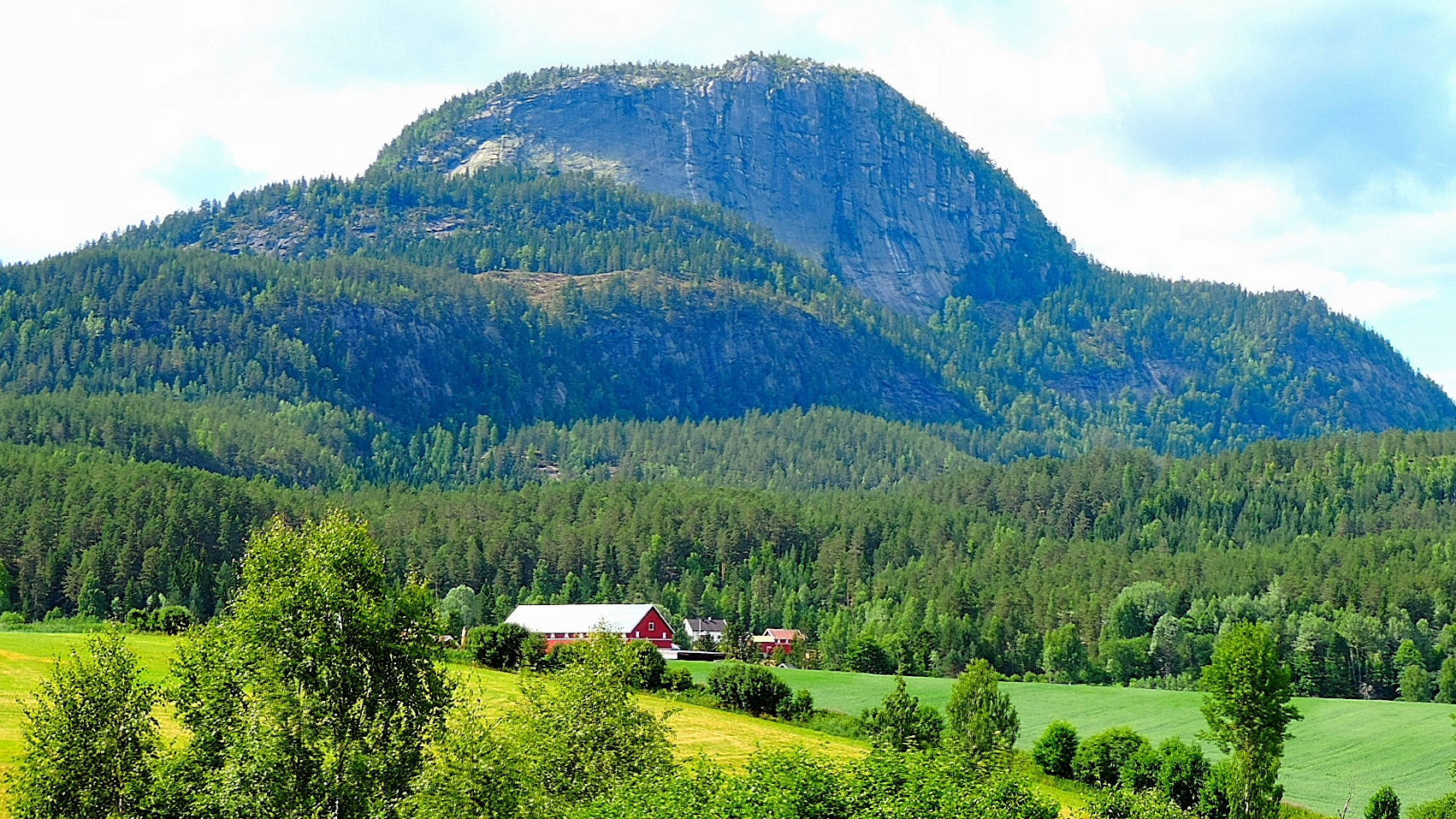
Bergformation Andersnatten

Das seit 1983 offizielle Wappen der Kommune soll die Bergformation Andersnatten darstellen. Sigdal wurde im Jahr 1350 im Zusammenhang als i Sigdale erwähnt. Der Bestandteil „-dal“ steht dabei für „Tal“. Die erste Silbe soll sie gleiche Herkunft wie der Flussname Simoa haben.

## Persönlichkeiten
- Theodor Kittelsen (1857–1914), Maler
- Grete Kummen (* 1952), Skilangläuferin
- Hildegunn Fossen-Mikkelsplass (* 1969), Biathletin
- Josefine Frida Pettersen (* 1996), Schauspielerin